# Ginástica artística nos Jogos Europeus de 2015 - Salto masculino
A competição do salto masculino foi um dos eventos da ginástica artística nos Jogos Europeus de 2015, em Baku, no Azerbaijão. Foi disputada na Arena Nacional de Ginástica entre os dias 15 e 20 de junho.

## Calendário
Horário de verão do Azerbaijão (UTC+5).
| Data        | Horário | Fase         |
| ----------- | ------- | ------------ |
| 15 de junho |         | Qualificação |
| 20 de junho | 17:51   | Final        |

## Medalhistas
| Ouro   | UKR Oleg Verniaiev  |
| Prata  | NED Casimir Schmidt |
| Bronze | AZE Oleg Stepko     |

## Resultados

### Qualificação
O resultado da qualificação foi o seguinte. 
| Posição | Ginasta             | Salto 1 | Salto 1 | Salto 1 | Salto 1  | Salto 2 | Salto 2 | Salto 2 | Salto 2  | Total  | Qual. |
| Posição | Ginasta             | Dif.    | Exe.    | Pen.    | Pontos 1 | Dif.    | Exe.    | Pen.    | Pontos 2 | Total  | Qual. |
| ------- | ------------------- | ------- | ------- | ------- | -------- | ------- | ------- | ------- | -------- | ------ | ----- |
| 1       | UKR Oleg Verniaiev  | 6.000   | 9.466   |         | 15.466   | 6.000   | 9.200   |         | 15.200   | 15.333 | Q     |
| 2       | UKR Ihor Radivilov  | 6.000   | 9.266   |         | 15.266   | 6.000   | 8.866   |         | 14.666   | 14.966 |       |
| 3       | AZE Oleg Stepko     | 5.600   | 9.266   |         | 14.866   | 5.600   | 9.200   |         | 14.800   | 14.833 | Q     |
| 4       | FIN Tomi Tuuha      | 5.600   | 9.200   |         | 14.800   | 5.600   | 9.100   | –0.200  | 14.000   | 14.650 | Q     |
| 5       | TUR Ferhat Arıcan   | 5.600   | 9.166   |         | 14.766   | 5.200   | 9.000   |         | 14.200   | 14.483 | Q     |
| 6       | NED Casimir Schmidt | 6.000   | 8.766   | –0.100  | 14.666   | 5.600   | 8.566   |         | 14.166   | 14.416 | Q     |
| 7       | ROU Cristian Bățagă | 5.600   | 9.033   | –0.100  | 14.533   | 5.200   | 9.100   |         | 14.300   | 14.416 | Q     |
| 8       | SUI Marco Rizzo     | 5.600   | 8.933   | –0.100  | 14.433   | 5.600   | 8.766   |         | 14.366   | 14.399 | R1    |
| 9       | BLR Pavel Bulauski  | 5.600   | 9.266   |         | 14.866   | 6.000   | 7.900   | –0.100  | 13.800   | 14.333 | R2    |
| 10      | ESP Fabián González | 5.600   | 8.933   |         | 14.533   | 5.200   | 8.733   |         | 13.933   | 14.233 | R3    |

### Final
O resultado final foi o seguinte.
| Posição           | Ginasta             | Salto 1 | Salto 1 | Salto 1 | Salto 1  | Salto 2 | Salto 2 | Salto 2 | Salto 2  | Total  |
| Posição           | Ginasta             | Dif.    | Exe.    | Pen.    | Pontos 1 | Dif.    | Exe.    | Pen.    | Pontos 2 | Total  |
| ----------------- | ------------------- | ------- | ------- | ------- | -------- | ------- | ------- | ------- | -------- | ------ |
| Medalha de ouro   | UKR Oleg Verniaiev  | 6.000   | 9.400   |         | 15.400   | 6.000   | 9.133   |         | 15.133   | 15.266 |
| Medalha de prata  | NED Casimir Schmidt | 6.000   | 9.133   | –0.100  | 15.033   | 6.000   | 9.200   |         | 15.200   | 15.116 |
| Medalha de bronze | AZE Oleg Stepko     | 5.600   | 9.333   |         | 14.933   | 5.600   | 9.400   |         | 15.000   | 14.966 |
| 4                 | FIN Tomi Tuuha      | 5.600   | 9.433   |         | 15.033   | 5.600   | 9.300   | –0.100  | 14.800   | 14.916 |
| 5                 | ROU Cristian Bățagă | 5.600   | 9.133   |         | 14.733   | 5.200   | 9.300   |         | 14.500   | 14.616 |
| 6                 | TUR Ferhat Arıcan   | 5.600   | 9.166   |         | 14.766   | 5.200   | 9.166   |         | 14.366   | 14.566 |